# Rebecca Henderson (Radsportlerin)
Rebecca Henderson (* 27. September 1991 in Canberra, von 2018 bis 2022 bekannt als Rebecca McConnell) ist eine australische Mountainbikerin, die im Cross-Country aktiv ist.

## Sportlicher Werdegang
Mit dem Radsport begann McConnell im Alter von 12 Jahren. Seit Anfang der 2010er Jahre zählt sie konstant zu den besten Cross-Country-Fahrerinnen Ozeaniens, was sie durch zahlreiche Titel im Cross Country (XCO) bei nationalen und kontinentalen Meisterschaften unter Beweis gestellt hat. 
Im UCI-Mountainbike-Weltcup der U23 wurde sie in der Saison 2012 im Cross-Country nach vier Podestplätzen Zweite der Gesamtwertung. 2013 stand sie bei allen Rennen auf dem Podium, gewann zwei Rennen und die Gesamtwertung der U23. Nach dem Wechsel in die Elite wurde sie 2016 beim Heimrennen in Cairns Dritte, drei Jahre später erzielte sie mit einem zweiten Platz in Nové Město na Moravě im XCO ihr bisher bestes Weltcup-Ergebnis. 2021 konnte sie das Ergebnis beim Weltcup in Leogang mit einem zweiten Platz im Short Track XCC egalisieren.
McConnell war Teilnehmerin bei den Olympischen Sommerspielen 2012 und 2016, im Cross-Country belegte sie den 24. bzw. 25. Platz. Ihre bisher größten internationalen Erfolge erzielte sie bei den UCI-Mountainbike-Weltmeisterschaften 2019 und 2020, bei denen sie jeweils die Bronzemedaille im Cross-Country XCO gewann.
Im Juni 2021 wurde sie für die Olympischen Sommerspiele in Tokio nominiert, wo sie im Cross-Country den 28. Platz belegte. Im Weltcup stand sie mehrfach auf dem Podium, ein Sieg blieb ihr in dieser Saison noch verwehrt. Ihre bisher erfolgreichste Saison hatte sie 2022. Nach dem Titel im Short Track und über die olympische Distanz bei den Australischen Meisterschaften sowie bei den Ozeanien-Meisterschaften gewann sie die ersten drei Weltcuprennen im Cross-Country und auf der zweiten Station in Albstadt auch im Short Track. In der zweiten Saisonhälfte konnte sie ihre Form nicht vollständig halten, so dass sie in der Weltcup-Gesamtwertung noch Alessandra Keller den Vortritt lassen musste.
Zu Beginn der Saison 2023 gewann sie bei den nationalen Meisterschaften erneut im Short Track und über die olympische Distanz sowie den Titel bei den kontinentalen Meisterschaften. Im Weltcup blieb sie 2023 ohne Sieg. 2024 wurde sie zum elften Mal in Folge australische Meisterin im Cross-Country XCO. Bei ihrer vierten Teilnahme an den Olympischen Spielen erzielte sie mit dem 13. Platz trotz einer frühen Panne ihr bestes Ergebnis.

## Privates
Im Dezember 2017 heiratete sie Daniel McConnell, der ebenfalls professioneller Mountainbiker und ihr Coach war, und nahm seinen Namen an. Nach der Trennung von ihrem Ehemann fährt sie seit der Saison 2023 wieder unter ihrem Mädchennamen.

## Erfolge
| 2009 - Ozeanien-Meisterin (Junioren) – Cross-Country XCO 2010 - Ozeanien-Meisterin (U23) – Cross-Country XCO - Australische Meisterin (U23) – Cross-Country XCO 2011 - Ozeanien-Meisterin (U23) – Cross-Country XCO - Australische Meisterin (U23) – Cross-Country XCO 2012 - Ozeanien-Meisterin (U23) – Cross-Country XCO - Australische Meisterin (U23) – Cross-Country XCO 2013 - Ozeanien-Meisterin (U23) – Cross-Country XCO - Australische Meisterin (U23) – Cross-Country XCO 2014 - Commonwealth Spiele – Cross-Country XCO - Ozeanien-Meisterschaften – Cross-Country XCO - Australische Meisterin – Cross-Country XCO 2015 - Ozeanien-Meisterin – Cross-Country XCO - Australische Meisterin – Cross-Country XCO 2016 - Ozeanien-Meisterin – Cross-Country XCO - Australische Meisterin – Cross-Country XCO | 2017 - Ozeanien-Meisterschaften – Cross-Country XCO - Australische Meisterin – Cross-Country XCO 2018 - Australische Meisterin – Cross-Country XCO 2019 - Weltmeisterschaften – Cross-Country XCO - Ozeanien-Meisterin – Cross-Country XCO - Australische Meisterin – Cross-Country XCO 2020 - Weltmeisterschaften – Cross-Country XCO - Ozeanien-Meisterin – Cross-Country XCO - Australische Meisterin – Cross-Country XCO 2021 - Australische Meisterin – Cross-Country XCO 2022 - Australische Meisterin – Cross-Country XCO und Short Track XCC - Ozeanien-Meisterin – Cross-Country XCO - drei Weltcup-Rennen – XCO - ein Weltcup-Rennen – XCC 2023 - Australische Meisterin – Cross-Country XCO und Short Track XCC - Ozeanien-Meisterin – Cross-Country XCO 2024 - Australische Meisterin – Cross-Country XCO - Ozeanien-Meisterschaften – Cross-Country XCO |